# 1939.
◄ | 19. stoljeće | 20. stoljeće | 21. stoljeće | ►
◄ | 1900-ih | 1910-ih | 1920-ih | 1930-ih | 1940-ih | 1950-ih | 1960-ih | ►
◄◄ | ◄ | 1936. | 1937. | 1938. | 1939. | 1940. | 1941. | 1942. | ► | ►►
Arhitektura • Astronomija • Biologija • Film • Fotografija • Glazba • Kazalište • Kemija • Kiparstvo • Knjige • Književnost • Kršćanstvo • Meteorologija • Medicina • Planinarstvo • Politika • Pravo • Promet • Slikarstvo • Strip • Šport • Televizija • Znanost • Zrakoplovstvo • Željeznički promet

## Događaji
- 26. kolovoza – U osvit Drugoga svjetskog rata potpisan je sporazumom Cvetković-Maček i time stvorena Banovina Hrvatska[1]
- 1. rujna – napadom Njemačke na Poljsku počeo drugi svjetski rat
- 3. rujna – Velika Britanija, Francuska, Novi Zeland i Australija objavili Njemačkoj rat
- 5. rujna – SAD proglasile svoju neutralnost u ratu
- 17. rujna – Sovjetski Savez napao Poljsku
- 11. listopada – američki predsjednik Roosevelt odobrio početak projekta Manhattan, projekt izrade atomske bombe
- 30. studenog – Sovjetski Savez napao Finsku
- Lavoslav Ružička dobio Nobelovu nagradu za kemiju

## Rođenja

### Siječanj – ožujak
- 6. siječnja – Valerij Lobanovs'kyj, ukrajinski nogometaš i nogometni trener († 2002.)
- 8. siječnja – Mile Bogović, hrvatski biskup († 2020.)
- 19. siječnja – Dinko Vranković, hrvatski likovni umjetnik i pedagog († 1996.)
- 26. siječnja – Đelo Jusić, hrvatski skladatelj, gitarist i dirigent († 2019.)
- 29. siječnja – Germaine Greer, australska spisateljica
- 2. veljače – Jackie Burroughs, englesko-kanadska glumica († 2010.)
- 4. veljače – Blaženka Milić, hrvatska operna pjevačica († 2021.)
- 9. veljače – Vatroslav Frkin, hrvatski katolički svećenik
- 12. veljače – Ray Manzarek, američki glazbenik († 2013.)
- 22. veljače – Melanija Dugandžić, hrvatska glumica († 2023.)
- 8. ožujka – Lidija Skoblikova, sovjetska brza klizačica

### Travanj – lipanj
- 7. travnja – Francis Ford Coppola, američki redatelj, scenarist i producent
- 16. travnja – Boris Dvornik, hrvatski glumac († 2008.)
- 27. travnja – Stanisław Dziwisz, poljski kardinal
- 1. svibnja – Mladen Crnobrnja, hrvatski glumac († 2000.)
- 4. svibnja – Amos Oz, izraelski književnik i novinar
- 5. svibnja – Miljenko Foretić, hrvatski teatrolog, povjesničar i povjesničar umjetnosti († 2003.)
- 4. svibnja – Zvonimir Kamenar, hrvatski kipar
- 10. svibnja – Ivica Vidović, hrvatski glumac († 2011.)
- 13. svibnja – Harvey Keitel, američki glumac
- 22. svibnja – Paul Winfield, američki glumac († 2004.)
- 22. svibnja – Martin Borenić, gradišćanskohrvatski pisac, kalendarac, učitelj (* 1850.)
- 25. svibnja – Dixie Carter, američka glumica († 2010.)
- 26. svibnja – Merab Kostava, gruzijski disident, glazbenik i pjesnik († 1989.)
- 28. svibnja – Vida Jerman, hrvatska glumica († 2011.)
- 22. lipnja – Stanislav Pavlić, hrvatski političar († 1997.)

### Srpanj – rujan
- 16. srpnja – Corin Redgrave, britanski glumac († 2010.)
- 18. srpnja – Zvonimir Skender, potpukovnik francuske Legije stranaca i general bojnik Hrvatske kopnene vojske († 2023.)
- 22. srpnja – Pajo Kanižaj, hrvatski književnik († 2015.)
- 30. srpnja – Peter Bogdanovich, američki redatelj i scenarist
- 4. kolovoza – Frank Vincent, američki glumac († 2017.)
- 7. kolovoza – Mile Bogović, prvi gospićko-senjski biskup († 2020.)
- 20. kolovoza – Maria Laura Mainetti, talijanska redovnica († 2000.)
- 16. rujna – Marko Kurolt, hrvatski franjevac († 2011.)

### Listopad – prosinac
- 2. listopada – Mirjana Bohanec-Vidović, hrvatska sopranistica, glumica i diplomatkinja
- 6. listopada – Bruno Bušić, hrvatski nacionalni revolucionar († 1978.)
- 12. listopada – Franjo Gregurić, hrvatski političar
- 18. listopada – Ivan Milas, hrvatski političar († 2011.)
- 27. listopada – John Cleese, britanski glumac, komičar i redatelj
- 31. listopada – Boris Mutić, hrvatski sportski novinar († 2009.)
- 26. studenog – Tina Turner, američka pjevačica, plesačica i glumica († 2023.)
- 7. prosinca – Ksenija Urličić, hrvatska televizijska urednica
- 19. prosinca – Stjepan Kljujić, hrvatski političar iz BiH
- 20. prosinca – Kathryn Joosten, američka glumica († 2012.)
- 31. prosinca – Ivan Prenđa, zadarski nadbiskup († 2010.)

## Smrti
- ?? – Milan Pavelić, hrvatski pjesnik i prevoditelj (* 1878.)

### Siječanj – ožujak
- 9. veljače – Josip Hohnjec, hrvatski slikar (* 1857.)
- 16. veljače – Jura Zojfer, austrijski pisac (* 1912.)
- 2. ožujka – Howard Carter, engleski egiptolog (*1873.)

### Travanj – lipanj
- 27. svibnja – Joseph Roth, austrijski književnik (* 1894.)

### Srpanj – rujan
- 4. srpnja – Oton Iveković, hrvatski slikar (* 1869.)
- 23. rujna – Sigmund Freud, austrijski neurolog i utemeljitelj psihoanalize (* 1856.)
- 23. rujna – Eugeniusz Kazimirowski, poljski slikar (* 1873.)

### Listopad – prosinac
- 23. listopada – Zane Grey, američki književnik (* 1872.)
- 28. listopada – Alice Brady, američka glumica (* 1892.)

## Nobelova nagrada za 1939. godinu
- Fizika: Ernest Orlando Lawrence
- Kemija: Adolf Friedrich Johann Butenandt i Lavoslav (Leopold) Ružička
- Fiziologija i medicina: Gerhard Domagk
- Književnost: Frans Eemil Sillanpää
- Mir: nije dodijeljena

## Vanjske poveznice
|  | Zajednički poslužitelj ima još gradiva o temi 1939. |

1. ↑  Krešimir Erdelja, Igor Stojaković, Koraci kroz vrijeme 4, udžbenik povijesti u četvrtom razredu gimnazije, 5. izdanje, Školska knjiga, Zagreb 2020., str. 153, 154